# Ferrari 308 GT4
Les Dino/Ferrari 308 GT4 et 208 GT4 sont des coupés 2+2 motorisés par un moteur V8 en position centrale arrière construits par Ferrari. La commercialisation de la Ferrari 308 GT4 débute en 1973. En 1975 une version 208 GT4 à la cylindrée réduite est introduite pour le marché italien, qui pénalisait fiscalement les automobiles de cylindrée supérieure à 2 litres. La production de la 308 GT4 cesse en 1980 après la fabrication de 2 826 exemplaires et elle est alors remplacée par la Ferrari Mondial 8. Le nom de commercialisation "Dino" des 308 GT4 et 208 GT4 a été utilisé pour les différencier de la gamme des Ferrari V12 « traditionnelles ». Elles intègrent finalement le catalogue Ferrari en mai 1976.

## 308 GT4
La 308 GT4 marque une petite révolution dans l'histoire de Ferrari par plusieurs aspects. Tout d'abord, il s'agit du premier coupé 2+2 de la marque équipé du V8 en position centrale arrière, qui constituera peu après l'essentiel des ventes de la firme.
La 308 GT4 est ensuite la seule (et unique) Ferrari de série dessinée par Bertone (sous le crayon du styliste Marcello Gandini, également auteur des dessins de l'Alfa Roméo Montréal, des Lamborghini Miura, Urraco et Countach). Si ce carrossier avait conçu certaines automobiles pour Ferrari (comme la 250 GT Coupé, 250 GT (SWB) Berlinetta Speciale ou la Rainbow), ceux-ci étaient restés à l'état de concept cars, n'ayant jamais atteint le stade de la production. Par la suite, Ferrari ne commettra plus une seule infidélité à son designer « historique » Pininfarina. Il est à noter que le premier prototype de la 308 GT4 présenté à Ferrari n'est autre que le 1er prototype roulant de L'Urraco (dessinée aussi par Marcello Gandini) proposé à Lamborghini en 1970 et refusée par Ferruccio Lamborghini.
La Dino 308 GT4 fut présentée au salon automobile de Paris en novembre 1973 et marquait une rupture stylistique avec la gamme Ferrari de l'époque en adoptant des lignes anguleuses caractéristiques du Wedge Design. Le design de la voiture incita à la controverse à l'époque, certains journalistes la comparant avec ses rivales indirectes dessinées par Bertone, les Lancia Stratos et Lamborghini Urraco. La 308 GT4 obtint finalement les insignes du cheval cabré en mai 1976, avec des badges sur l'avant, les roues et le volant.
Le châssis est basé sur celui de la Dino 246 mais s'en détache par ses dimensions afin de faire de la place pour la seconde rangée de sièges. Les suspensions sont totalement indépendantes et le V8 monté transversalement.
Le V8 de 3 litres de cylindrée à double arbre à cames en tête alimenté par quatre carburateurs Weber 40 DCNF développe 255 ch en Europe et 230 ch aux États-Unis, à cause des normes anti-pollution plus sévères.
2 826 exemplaires de la 308 GT4 furent produits entre 1973 et 1980.
Le modèle le plus ancien référencé dans le monde est la propriété d'un collectionneur français vivant en Suisse. C'est une voiture de mars 1974 dont le numéro de châssis est 08000.
Ce modèle est devenu un objet de collection recherché.

## 208 GT4
Présentée au salon de Genève en 1975, la Dino 208 GT4 est une version à cylindrée réduite du V8 conçue pour le marché italien où les voitures de plus de 2 litres de cylindrée étaient surtaxées. Ce moteur fait de la 208 GT4 la voiture de série avec le V8 à la plus petite cylindrée de l'histoire, avec les Ferrari 208 GTB et GTB Turbo utilisant le même bloc.
La puissance descend à 180 ch à 7 700 tr/min, pour une vitesse de pointe de 220 km/h. Les modifications techniques apportées à la 208 GT4 consistent aussi en l'installation de carburateurs Weber 34 DCNF plus petits, le choix d'un rapport final de démultiplication plus bas et la pose de pneus de moindre dimension. Du chrome (à la place du noir) pour les baguettes ornant la carrosserie et des antibrouillards différents sont les indicateurs extérieurs de la GT4 à petite motorisation.